# Alí ibn Hammud an-Nàssir
Alí ibn Hammud an-Nàssir (àrab: علي بن حمود الناصر, ʿAlī b. Ḥammūd an-Nāṣir) (? - 22 de març de 1018) fou emir de Màlaga i d'Algesires i califa de Còrdova (1016-1018).
Era membre de la família hammudita, que deien ser descendents d'Alí, gendre del Profeta, a través dels idríssides, que havien governat part del Magrib al segle viii.
En 1013, el califa omeia de Còrdova, Sulayman al-Mustaín, va afavorir els hammudites tot nomenant Alí ibn Hammud valí de Ceuta i a son germà al-Qàssim, valí de Tànger. En 1016, però, Alí s'alçà contra el Califa. D'acord amb l'eslau Khayran d'Almeria i l'amazic Habus de l'Emirat de Gharnata, es traslladà a la península, desembarcà en Algesires i va prendre la ciutat de Màlaga, que seria la base d'operacions hammudita a partir d'aquest moment. Entrà a Còrdova l'1 de juliol del mateix any, recolzat pels eslaus i els amazics. Ell afirmava que ho feia per posar al cap del califat a Hixam II, però en no trobar-lo, va assassinar al-Mustain i es va fer proclamar califa, el primer califa de Còrdova no omeia. Va prendre el títol o làqab d'an-Nàssir li-Din Al·lah ("el defensor de la religió de Déu").
Alguns àrabs i eslaus, però, veien amb bons ulls la restauració de la dinastia omeia. Això va propiciar que Alí s'aproximés als amaizcs, ocasionant que els eslaus l'assassinessin a palau, el 22 de març de 1018. Malgrat que havia proclamat successor a son fill Yahya, va prendre el poder son germà al-Qàssim. Mentrestant el partit antiamazic i legitimista havia proclamat califa l'omeia al-Murtada.